# 罗湖口岸联检大楼
罗湖口岸联检大楼，是深圳市历史建筑之一，位于中华人民共和国广东省深圳市罗湖区南湖街道罗湖社区深圳河北岸罗湖口岸。该建筑物建于1985年，属于改革开放后的建筑物，为其他当代重要史跡及代表性建筑。建筑动工于1983年7月14日，在1985年6月14日交付使用。

1985年6月，联检大楼建成并投入使用。后来，为了加强口岸管理，进一步方便旅客出入境及保障外来投资者的合法利益，国家决定收购罗湖口岸联检大楼，并授权深圳经济特区发展公司派出代表与香港合和中国发展（深圳）有限公司进行谈判。也是这一年的11月23日，双方达成了一致协议，联检大楼被国家成功收购。
1. ↑  . 深圳政协网.[]
2. ↑  . www.szbaike.com.   [2025-05-06].